# Allsta
Allsta – miejscowość (småort) w Szwecji w gminie Sundsvall w regionie Västernorrland. Około 98 mieszkańców.